# Renault Alpine GTA
De Alpine GTA is een sportwagen van de Franse autofabrikant Alpine die werd geproduceerd van 1984 tot 1991. GTA staat voor "Grand Tourisme Alpine". 

## Geschiedenis
De naam GTA, die gebruikt werd om alle modellen van deze generatie aan te duiden, is een interne modelnaam. De wagens werden in Europa verkocht als Renault Alpine V6 GT of Renault Alpine V6 Turbo. In het Verenigd Koninkrijk werden ze verkocht onder de naam Renault GTA, aangezien Sunbeam (en later Chrysler/Talbot) er al sinds de jaren vijftig de modelnaam "Alpine" in gebruik had.
In tegenstelling tot vorige modellen van Alpine was de ontwikkeling niet langer gebaseerd op racen, de Alpine V6 GT en Alpine V6 Turbo zijn ontworpen als straatsportwagens. Daarmee wijken ze af van de traditionele naamgeving van Alpine-modellen. Een reden hiervoor is dat deze modellen de eerste zijn die niet meer door Alpine-oprichter Jean Rédélé ontwikkeld zijn. Het ontwerp kwam uit de pen van Renault's hoofdontwerper Robert Opron.
Aanvankelijk werden de wagens voorzien van Renault-emblemen, waardoor ze vaak verkeerdelijk aan Renault toegeschreven werden. Officieel staat echter alleen Alpine vermeld als fabrikant. Vanaf 1989 werden de Renault-emblemen vervangen door een Alpine-logo vooraan en een grote "Alpine"-tekst tussen de achterlichten.

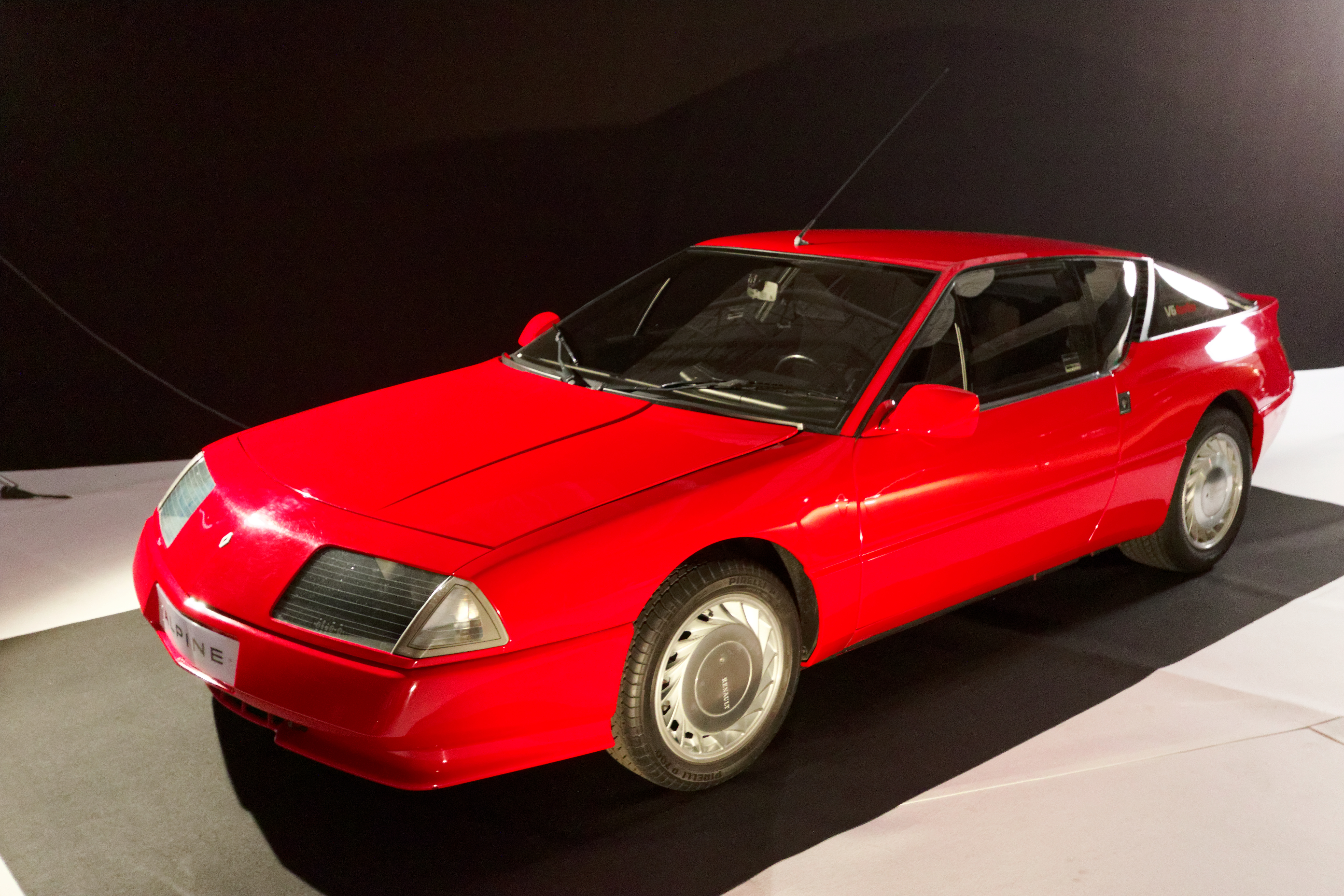
Alpine GTA met een Renault-logo
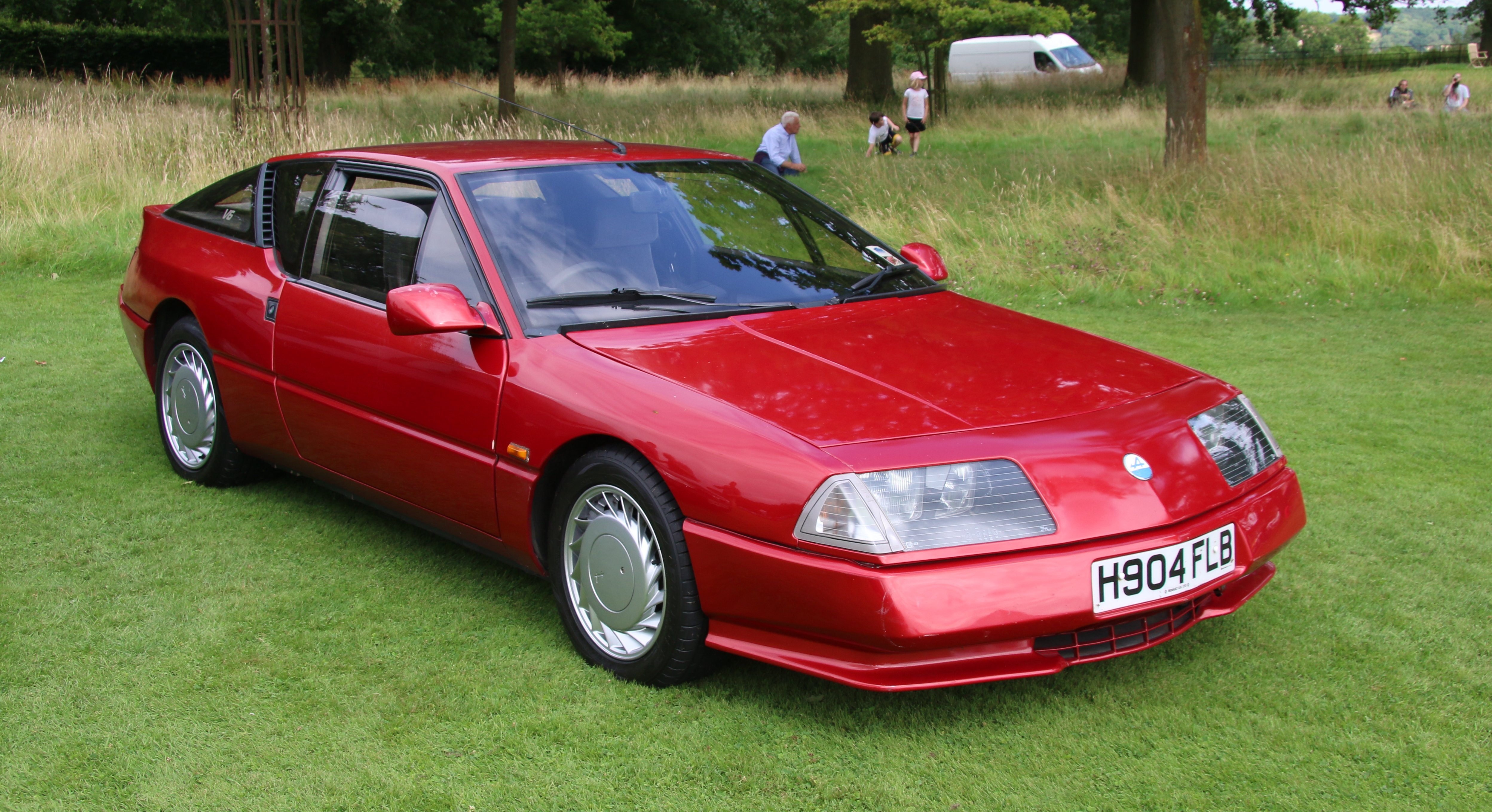
Alpine GTA met een Alpine-logo
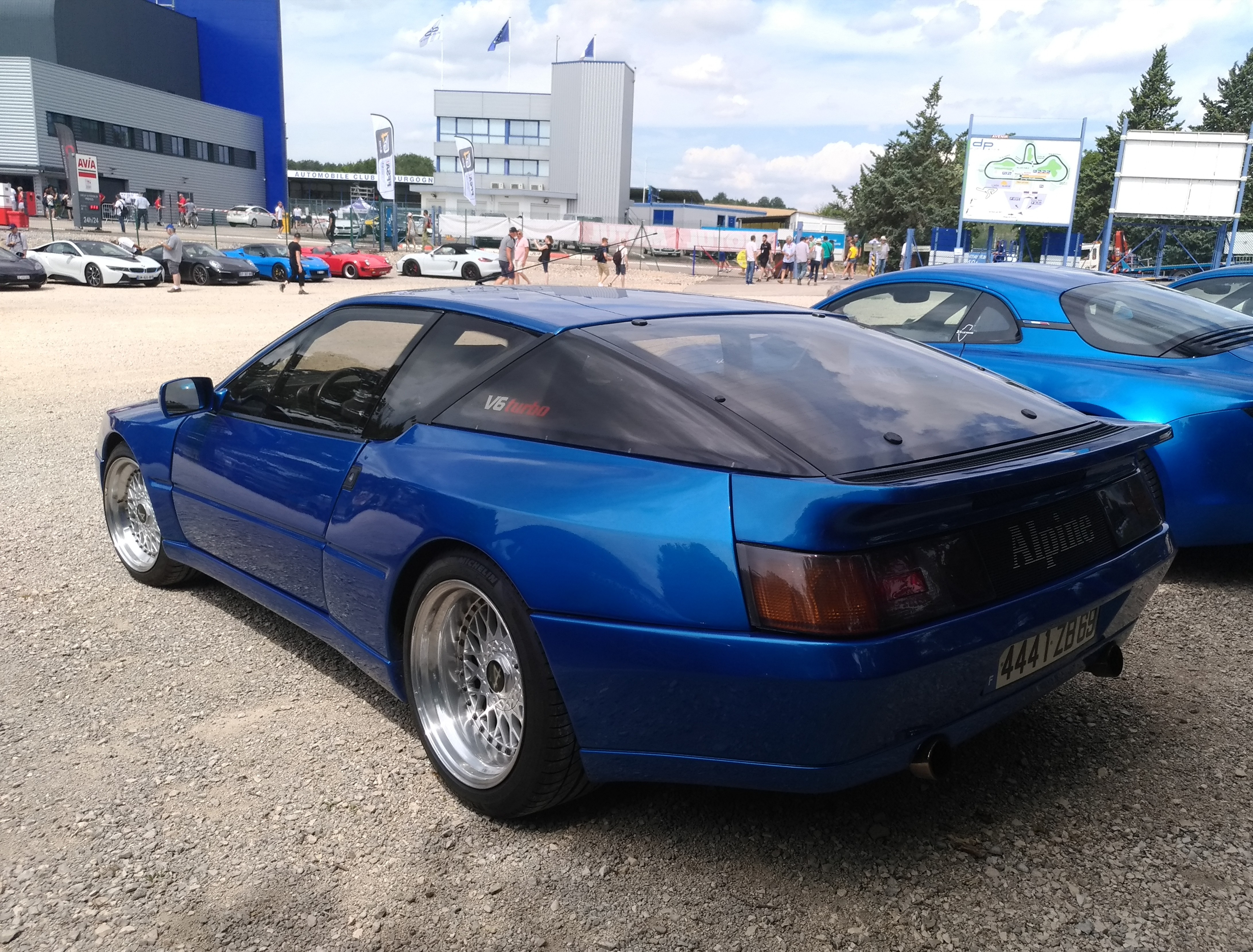
Alpine GTA met de "Alpine"-tekst tussen de achterlichten

## Modellen
De Alpine V6 GT was het eerste GTA model dat in november 1984 in productie ging. De wagen kende zijn debuut op de AutoRAI in Amsterdam in 1985. Het ontwerp van de Alpine V6 GT is een evolutie van zijn voorganger, de Alpine A310. De V6 GT is langer en breder en introduceerde een aantal modernere ontwerpkenmerken zoals in de carrosserie geïntegreerde bumpers en een driehoekige C-stijl met een grote ruit.
Net als zijn voorganger gebruikte de V6 GT de V6 PRV-motor in een heckmotor-opstelling, gekoppeld aan een handgeschakelde vijfversnellingsbak. De motor was identiek aan de versie die gebruikt werd in de Renault 25: een 2,9-liter V6-motor die 118 kW (160 pk) produceerde.
De carrosserie bestond uit kunststof, versterkt met glasvezel. Daardoor was de wagen lichter en sneller dan rivalen zoals de Porsche 944. In plaats van uit één stuk te worden gegoten zoals bij de Alpine A310, bestond de carrosserie van deze nieuwe Alpine uit een groot aantal afzonderlijke panelen. Dat maakte de auto efficiënter om te produceren. De passagiersruimte nam toe, waardoor ook de achterbank meer bruikbaar werd. Ook de uitrusting was completer en bevatte voortaan ook zaken zoals centrale vergrendeling.
In september 1985 werd het tweede GTA model, de Alpine V6 Turbo, geïntroduceerd. Dit model werd aangedreven door een 2,5-liter V6-motor met turbocompressor, wat een motorvermogen van 147 kW (200 pk) opleverde. Deze turbo-uitvoering verkocht aanzienlijk beter dan de atmosferische GT.
In 1986 werd de Renault GTA gepresenteerd, een versie met het stuur aan de rechterkant voor verkoop in het Verenigd Koninkrijk.
De verschillende modellen waren qua uiterlijk nauwelijk van elkaar te onderscheiden, behalve dan door de type-aanduiding die op de achterste zijruiten was aangebracht.

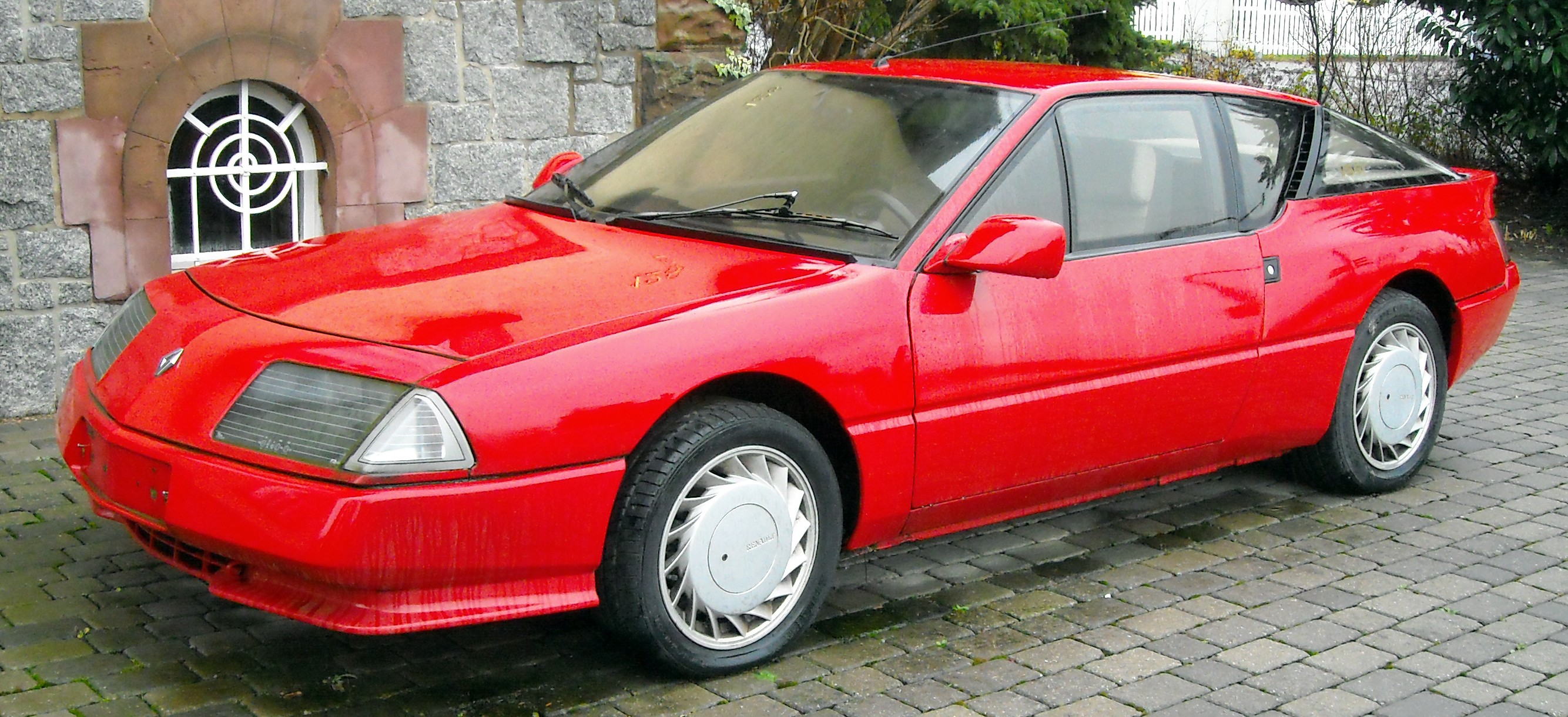
Renault Alpine V6 GT
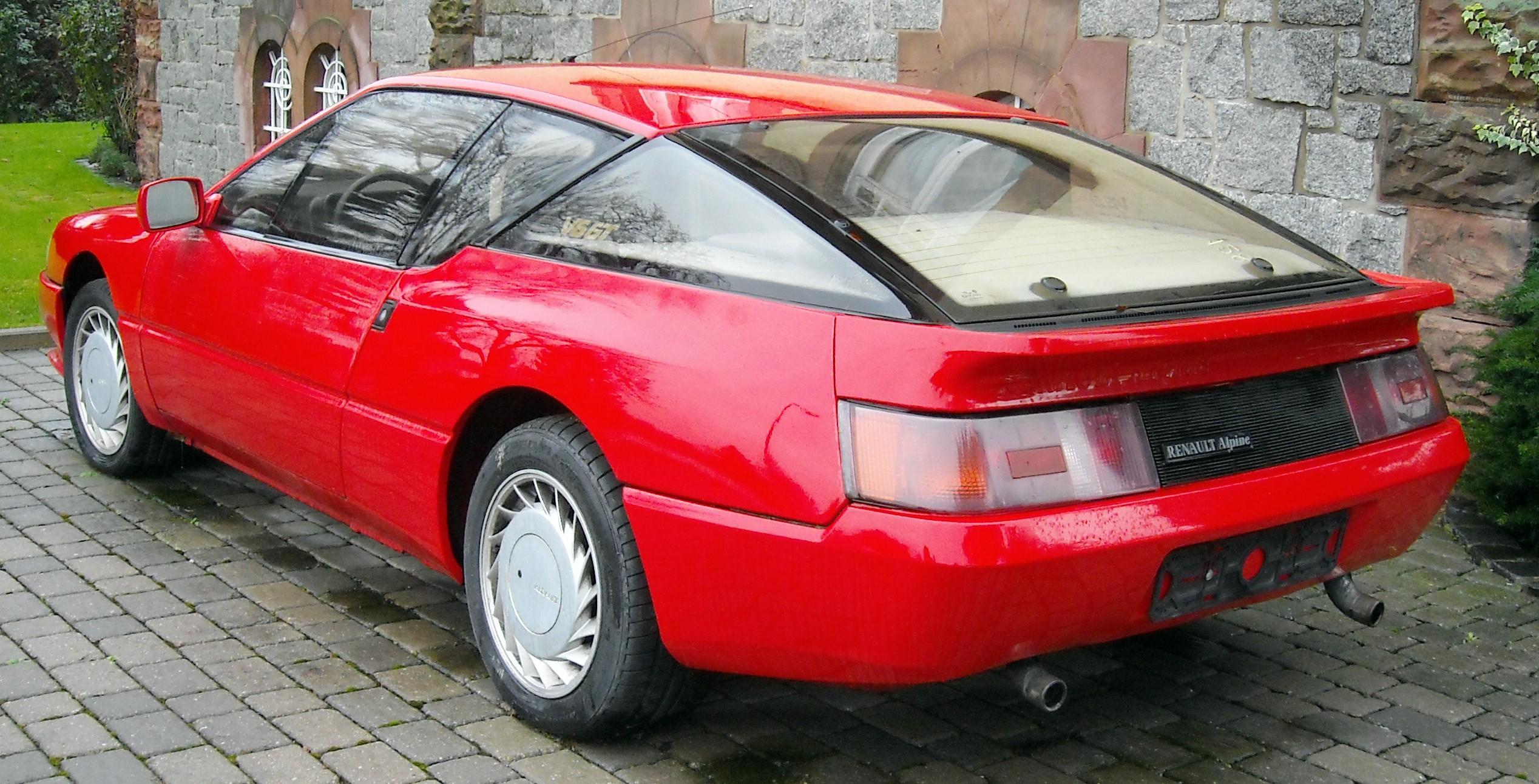
Renault Alpine V6 GT, achteraanzicht
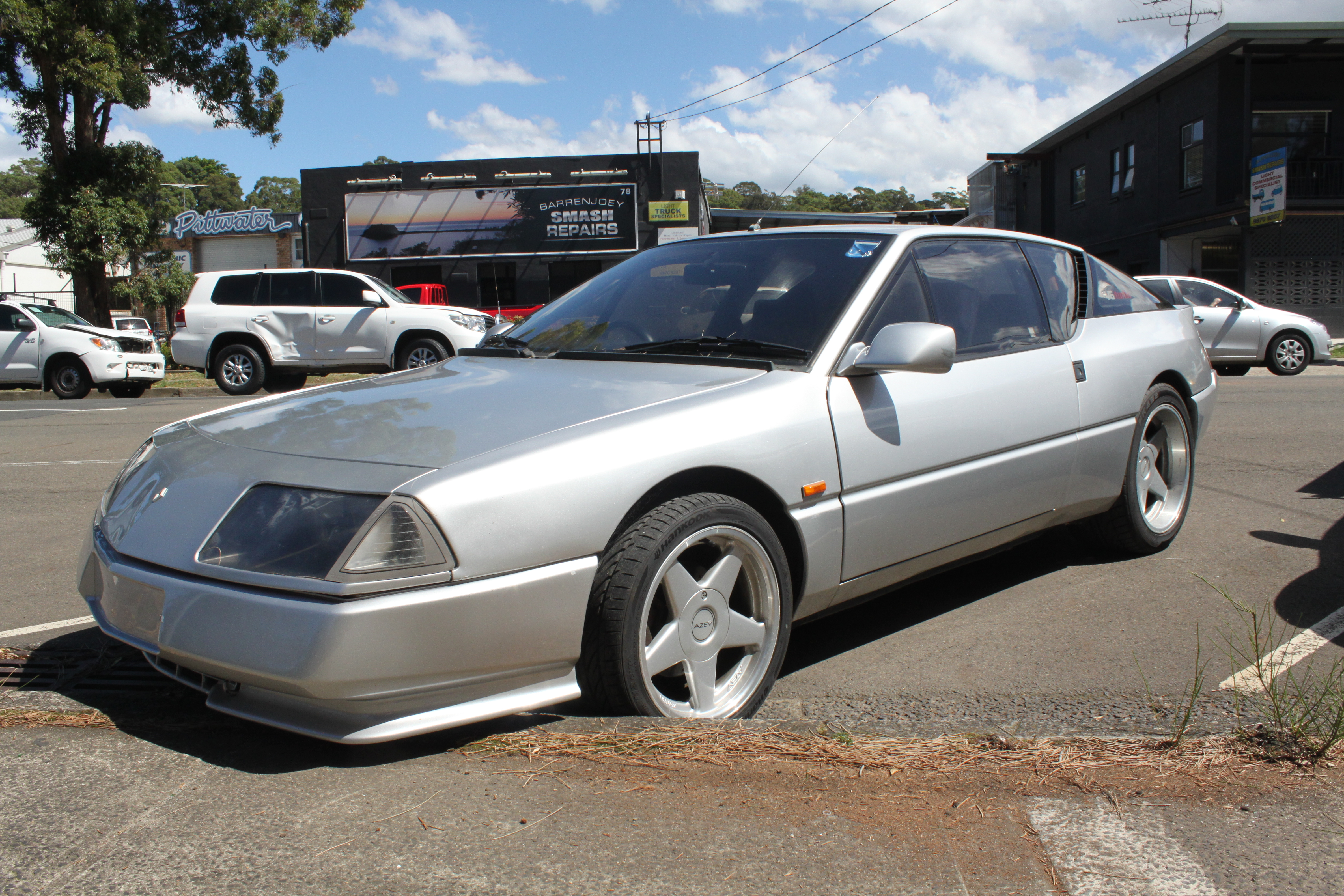
Renault Alpine V6 Turbo
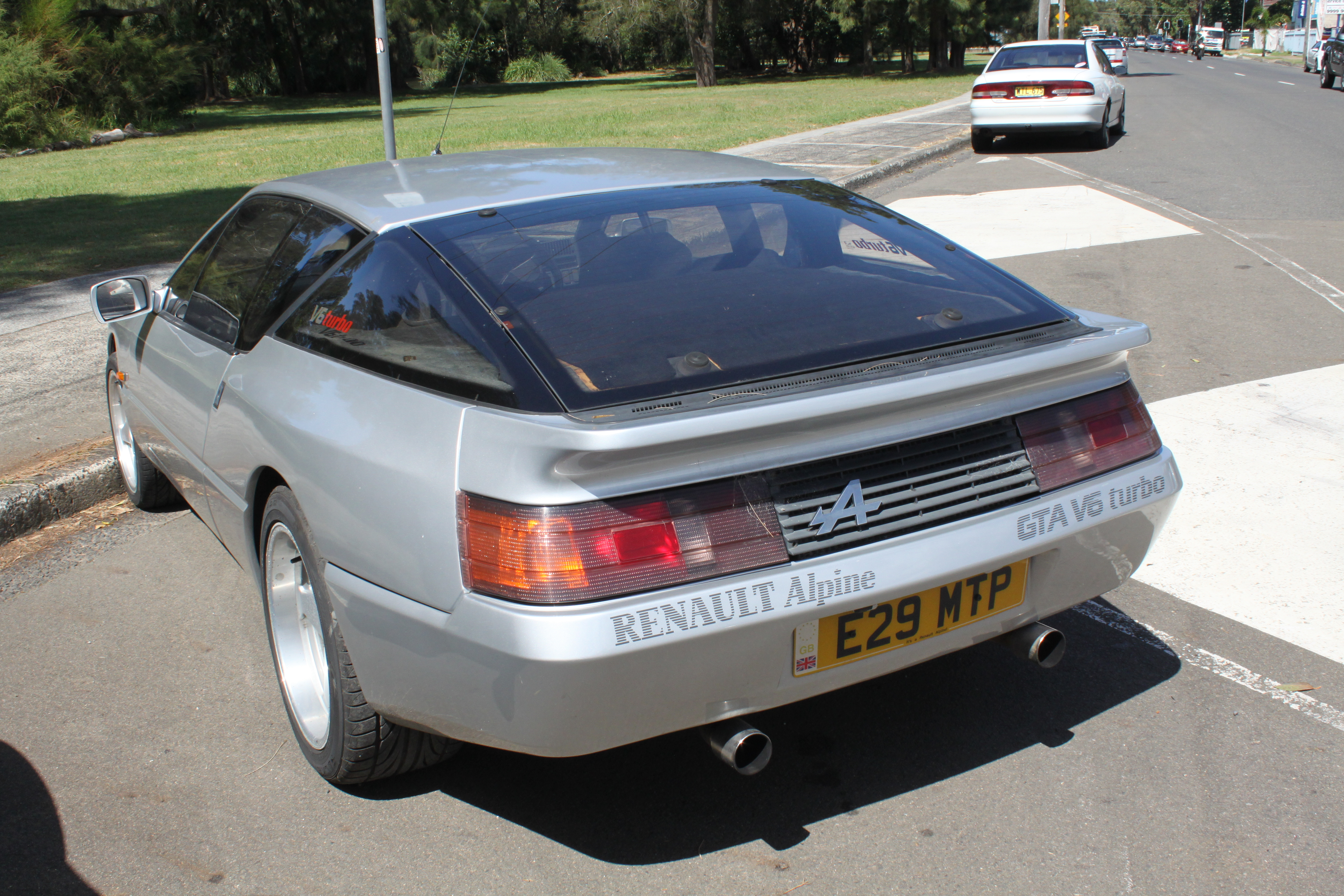
Renault Alpine V6 Turbo, achteraanzicht
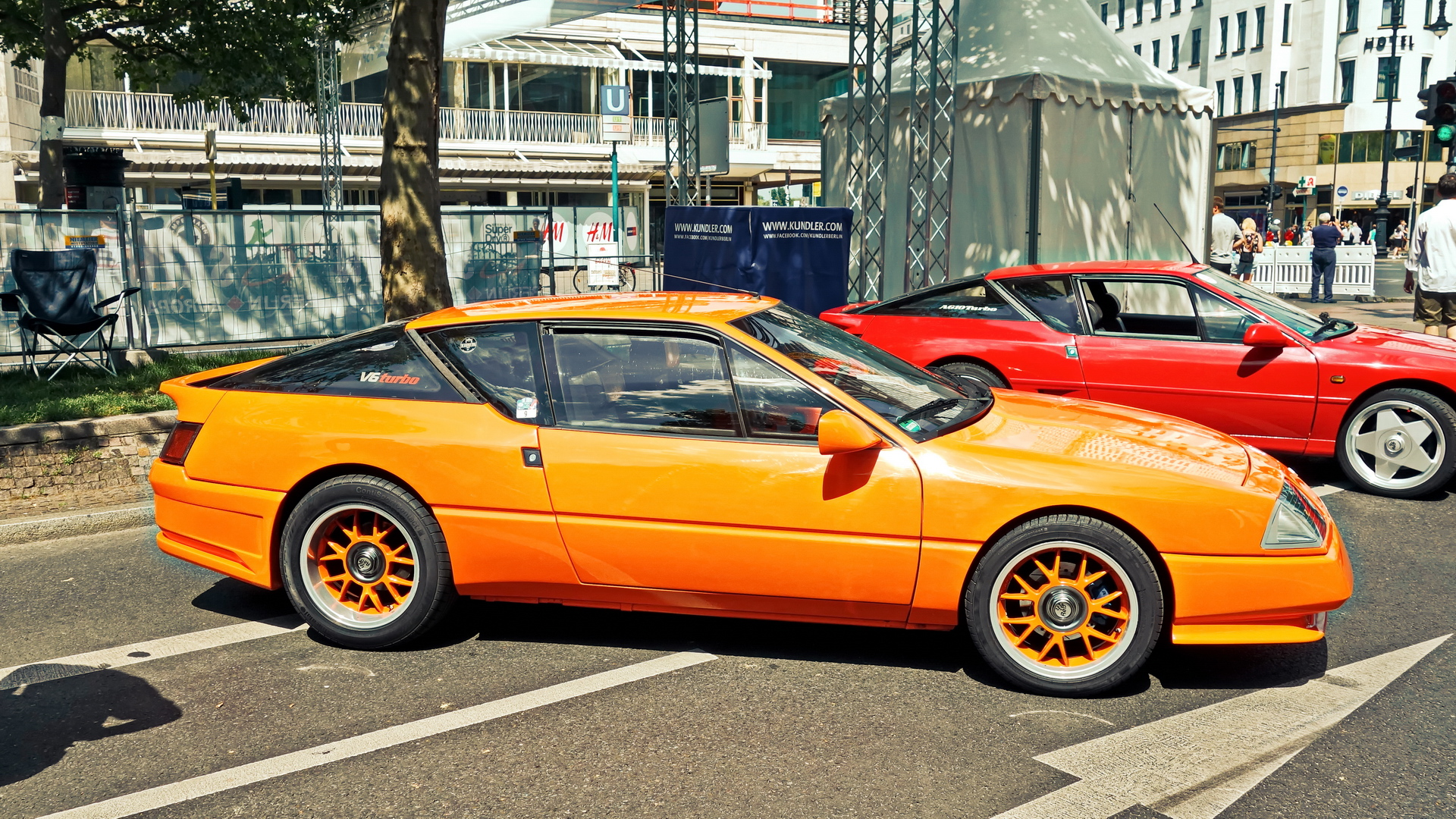
Renault GTA V6 Turbo
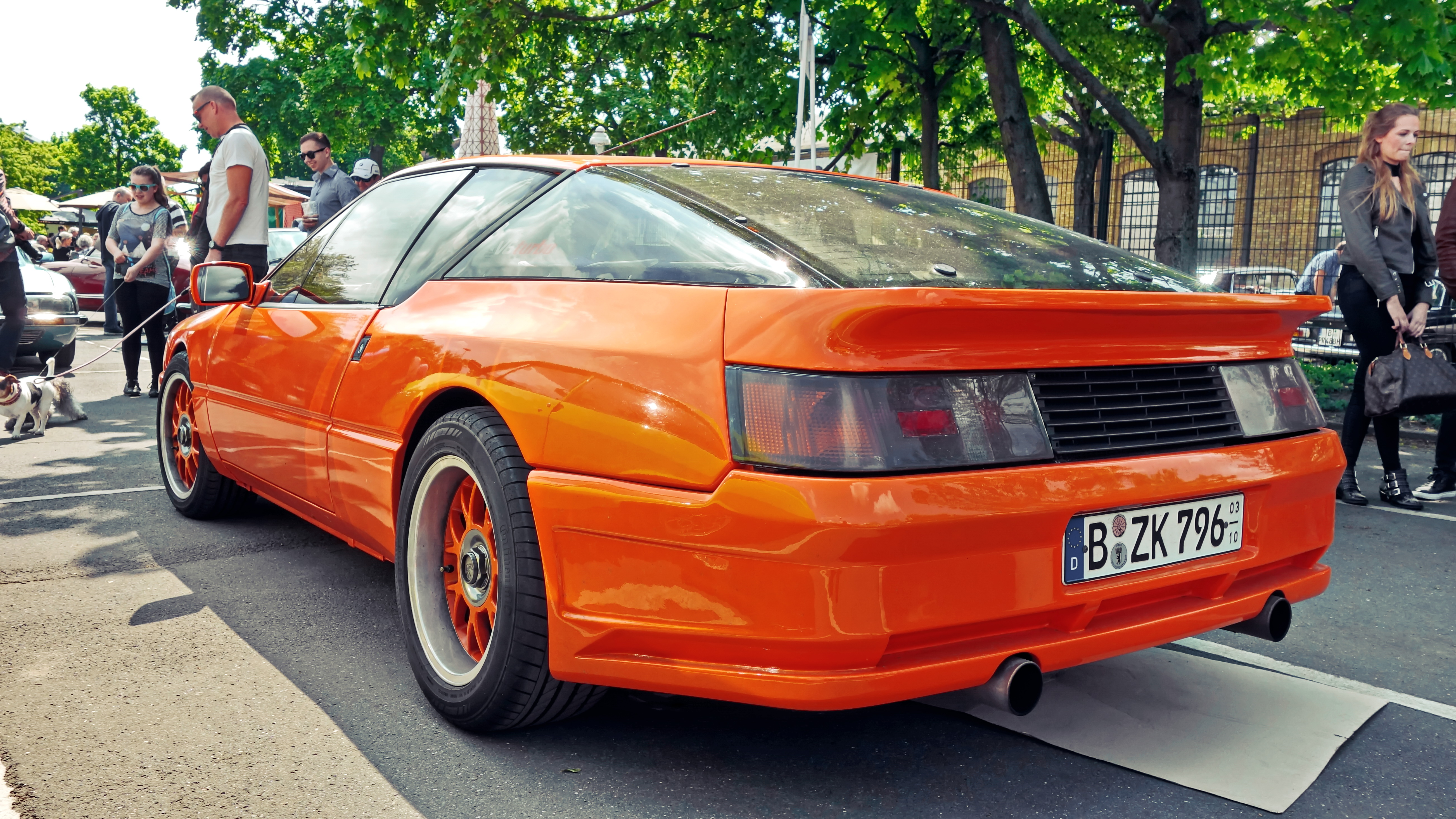
Renault GTA V6 Turbo, achteraanzicht
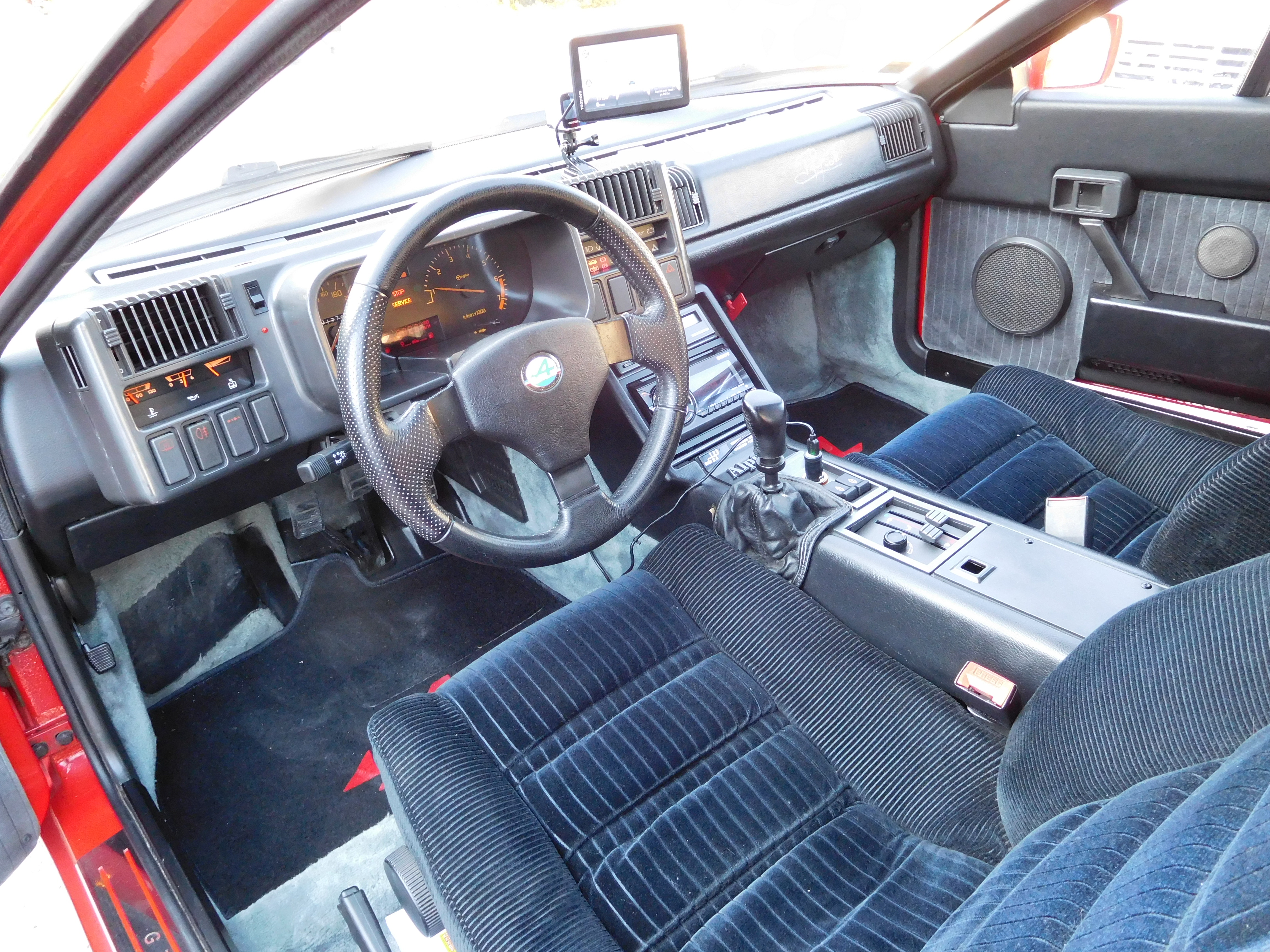
Renault Alpine V6 Turbo, interieur
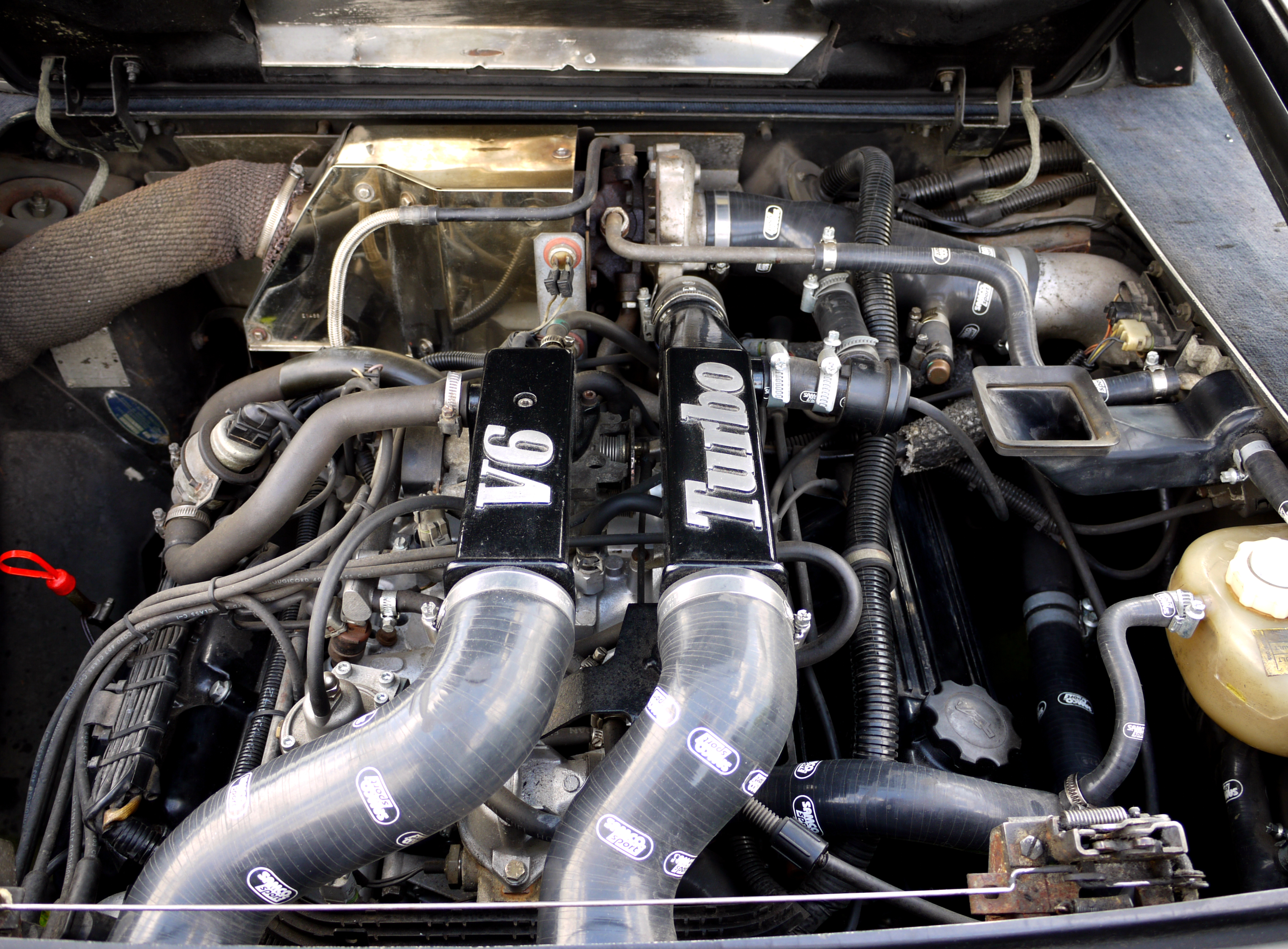
De V6 Turbo PRV-motor
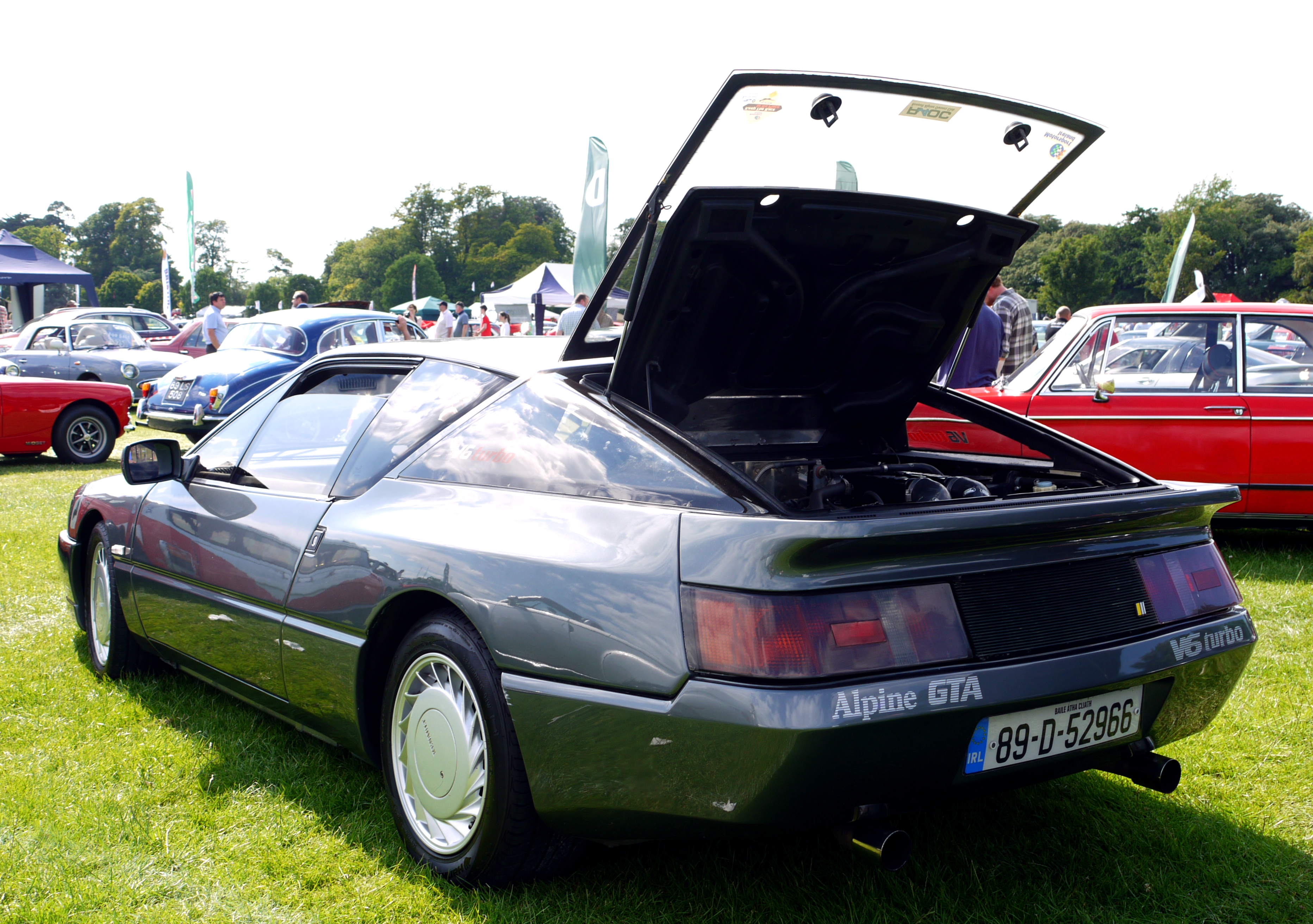
De V6 Turbo PRV-motor

Begin 1987 verscheen een versie met katalysator, ten koste van 15 pk. Dit betekende wel dat de V6 Turbo voortaan ook verkocht kon worden in landen met een strengere wetgeving zoals Zwitserland, Nederland en Duitsland. In 1988 kregen de wagens ABS.
In 1989 werd de Mille Miles, een gelimiteerde oplage van 100 auto's, aangeboden als hommage aan het eerste seriemodel van Alpine: de Alpine A106 Mille Miles. Deze wagens zijn herkenbaar aan hun donkerrode lak in metaalkleur, aluminium velgen en een grote zilvergrijze driehoekige streep met de gestyleerde Alpine "A" vooraan links op het kofferdeksel.
In februari 1990 werd de Le Mans uitgebracht, een gelimiteerde oplage van 325 exemplaren om de overwinning van Alpine op de 24 uur van Le Mans in 1978 te herdenken. Deze Le Mans-versie werd gekenmerkt door verbrede spatborden en een gewijzigde voorkant met kleinere koplampen.

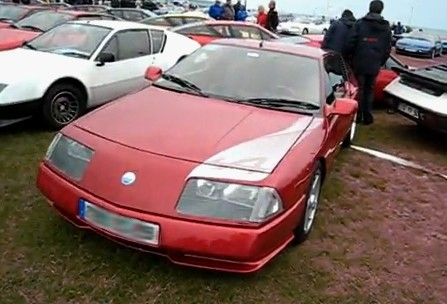
Alpine V6 Mille Miles
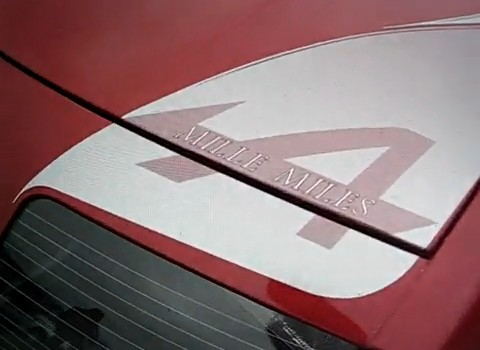
De gestyleerde Alpine "A" op het kofferdeksel van de Alpine V6 Mille Miles
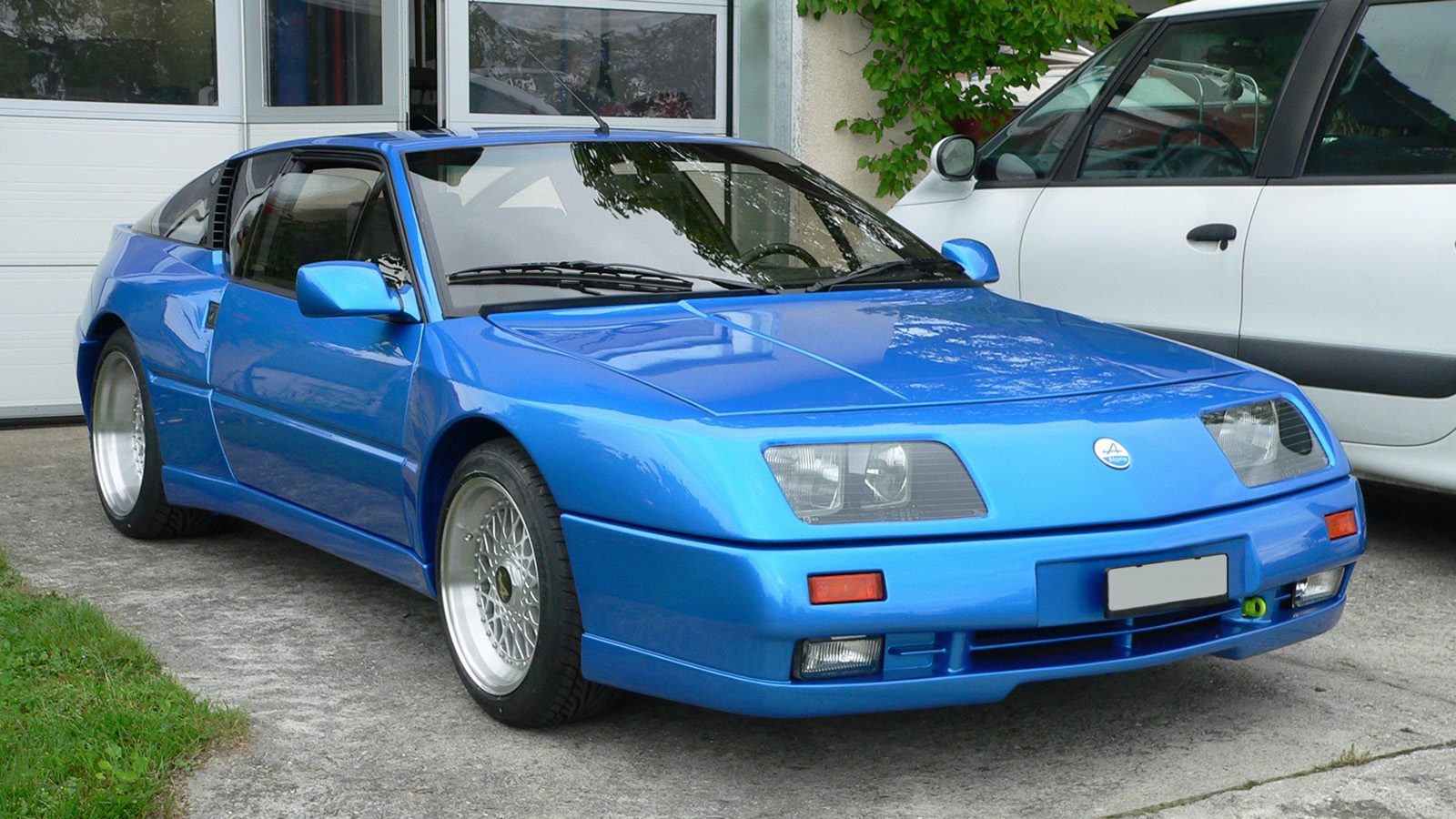
Alpine V6 Turbo Le Mans
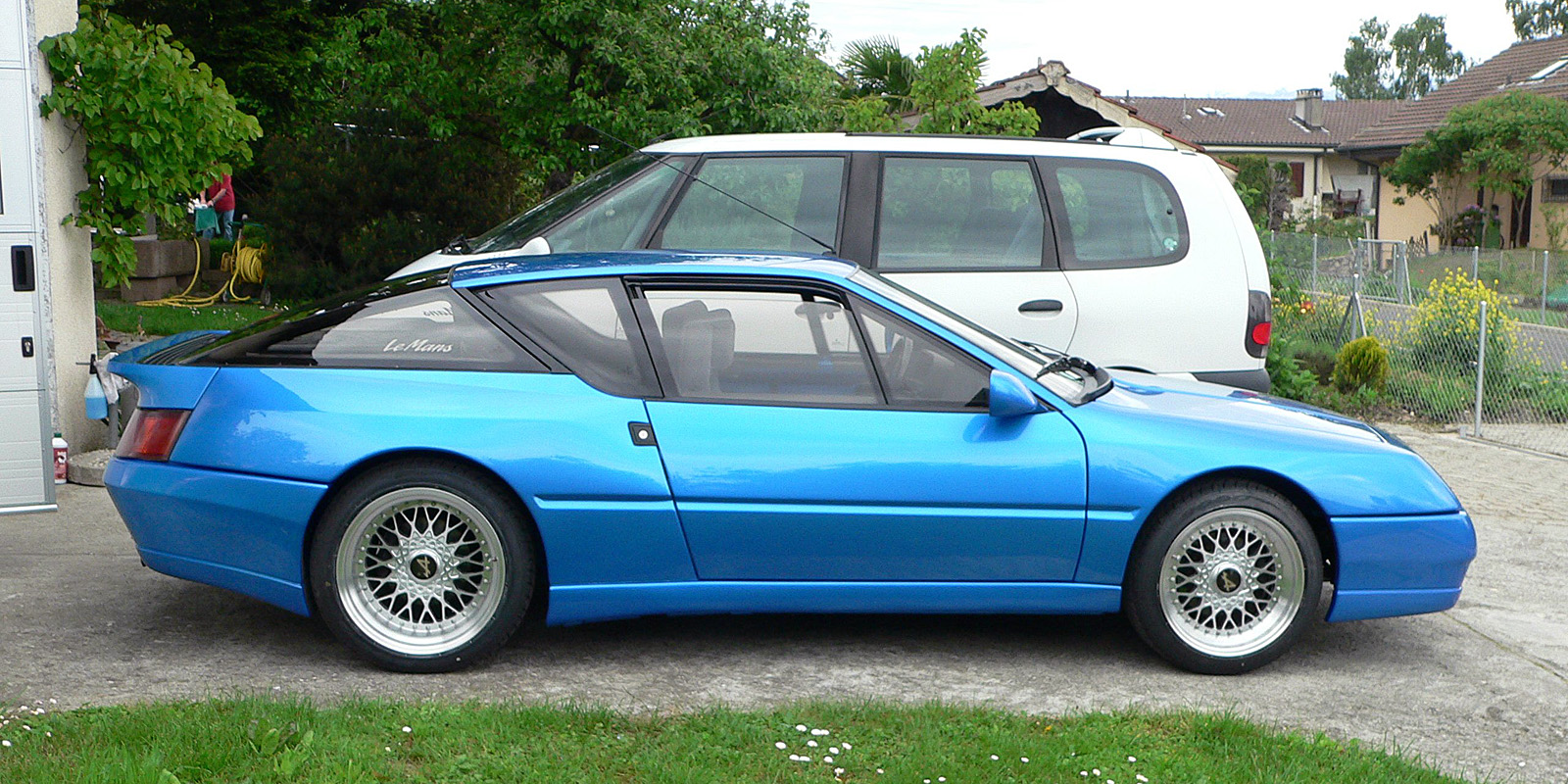
Alpine V6 Turbo Le Mans, zijaanzicht

De Le Mans-versie bleef in productie tot februari 1991, terwijl de productie van de reguliere V6 GT en V6 Turbo eindigde in 1990. Het totaal aantal verkochte exemplaren bleef ver achter bij dat van de voorganger, de Alpine A310.